# Frontino (Italia)
Frontino es un municipio de Italia, en la provincia de Pesaro y Urbino, 369 habitantes.

## Referencias

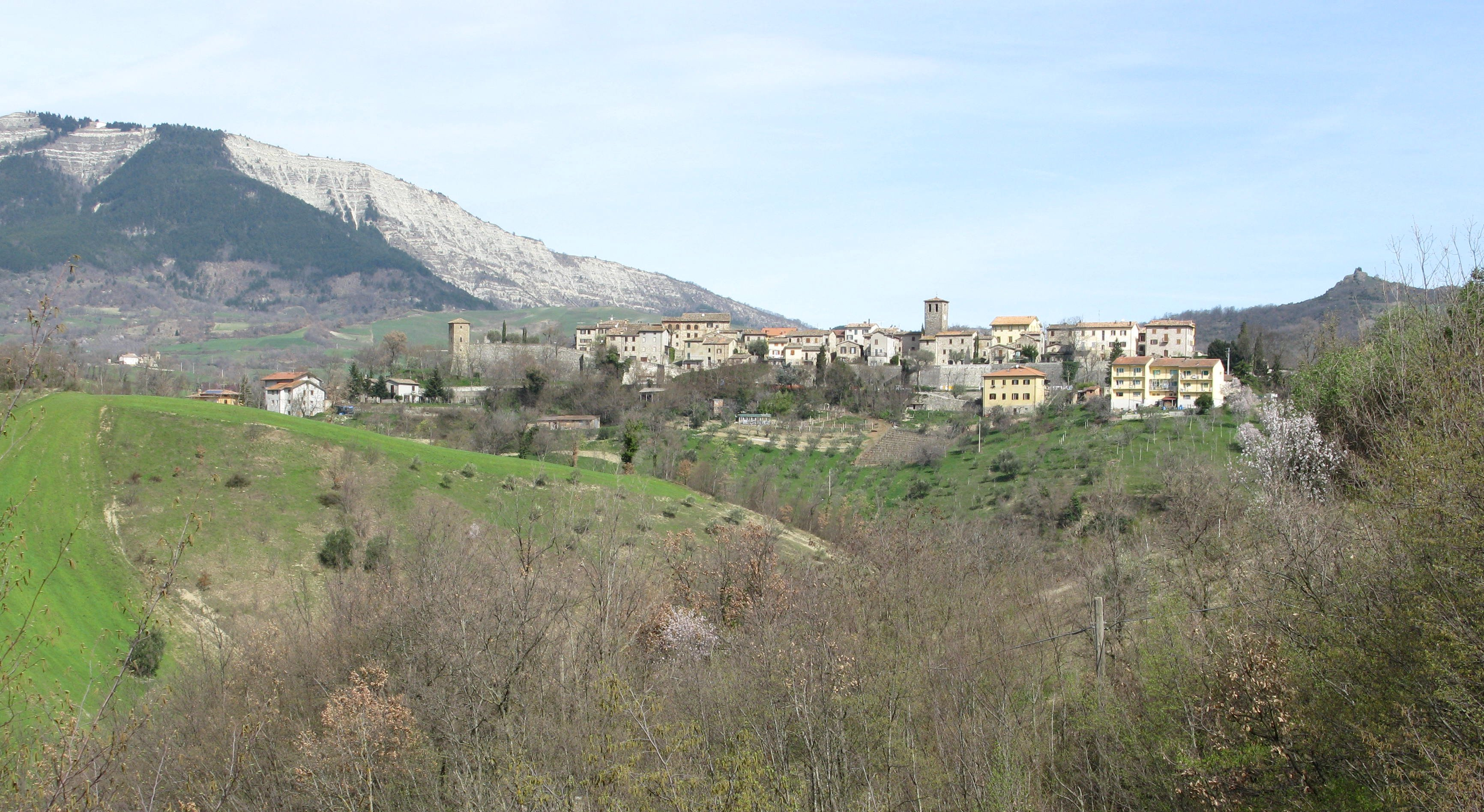
Frontino

## Evolución demográfica
| Gráfica de evolución demográfica de Frontino entre 1861 y 2001 |
|                                                                |
| Fuente ISTAT - elaboración gráfica de Wikipedia                |